# Telescópios Magalhães
Os telescópios Magalhães são um par de telescópios ópticos individuais de 6,5 m de diâmetro localizados no Observatório Las Campanas no Chile. O conjunto foi nomeado em homenagem ao explorador português do século XVI, Fernão de Magalhães. Já os telescópios são nomeados um em homenagem ao astrônomo Walter Baade inaugurado em 15 de setembro de 2000 e outro em honra do filantropo Landon Clay, que se tornou operacional em 7 de setembro de 2002.

## Instrumentos atuais dos telescópios Magalhães

### Telescópio Baade
- Inamori Magellan Areal Camera and Spectrograph (IMACS)
- FourStar
- Folded port InfraRed Echellette (FIRE)
- Magellan Echellete (MagE)

### Telescópio Clay
- Magellan Inamori Kyocera Echelle (MIKE) spectrograph
- Low-Dispersion Survey Spectrograph-3 (LDSS-3)
- Megacam imager
- MagAO
- Michigan/Magellan Fiber System (M2FS)